# Rudolfův dub
Památný strom Rudolfův dub je nejmohutnějším památným stromem v Olomouci a co do obvodu kmene druhý největší dub v okrese Olomouc (po Chomoutovském dubu). Strom se nachází ve Smetanových sadech poblíž lávky spojující Smetanovy a Čechovy sady. Podle měření z roku 2009 dosahuje výšky 29 metrů, jeho stáří je 250 let a obvod kmene 662 cm. Památným byl vyhlášen 26. 10. 2005.

## Zdravotní stav
Kmen se ve výšce 2 metrů rozděluje ve dvě mohutné větve, které se rozevírají v relativně ostrém úhlu, proto je stabilita stromu narušena a vitalita mírně oslabena. I přesto je však zdravotní stav jedince klasifikován jako dobrý.

## Název
Strom získal své jméno na památku zakladatele olomouckých parků arcibiskupa Rudolfa Jana Habsburského.

## Galerie

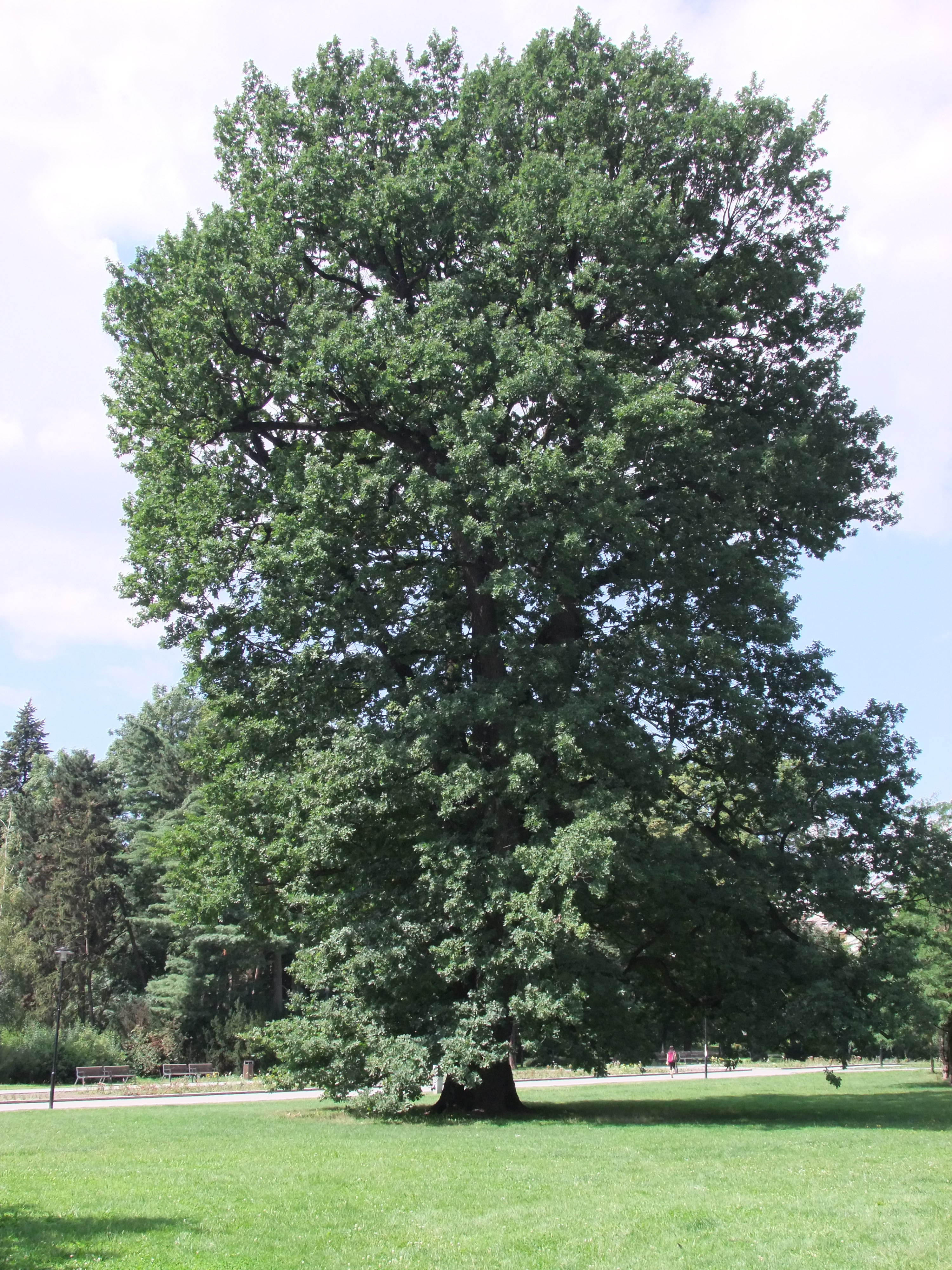
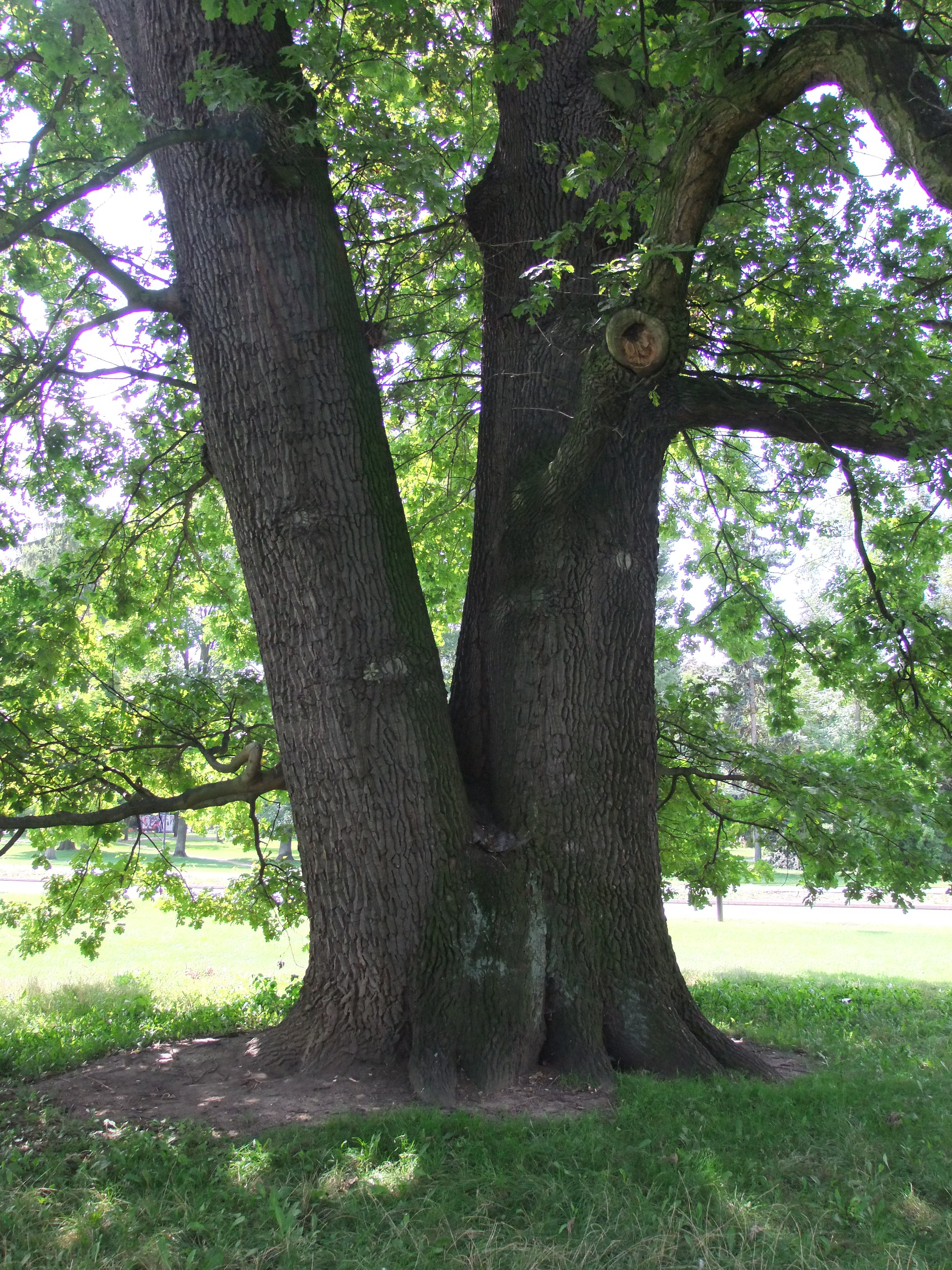
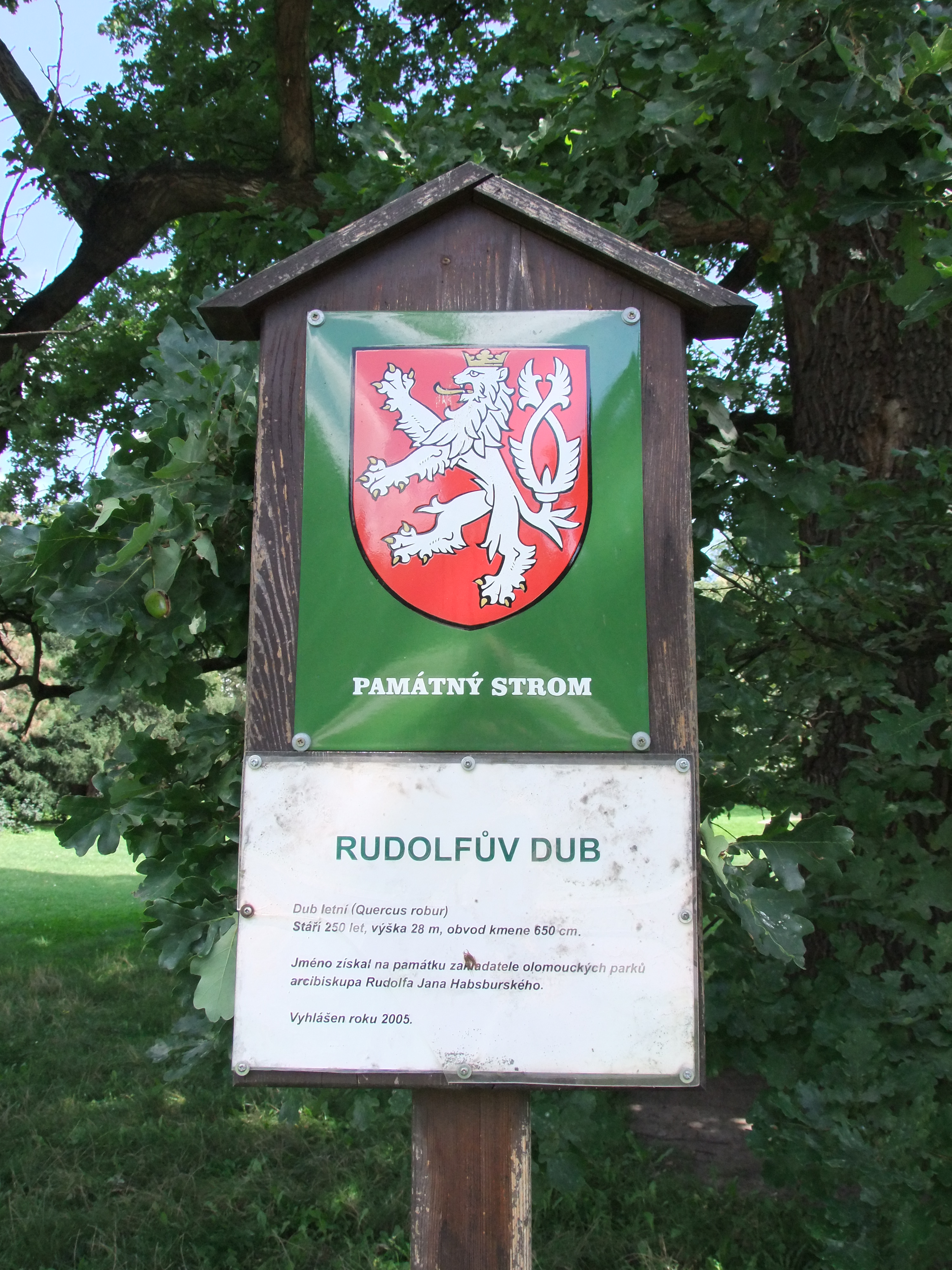
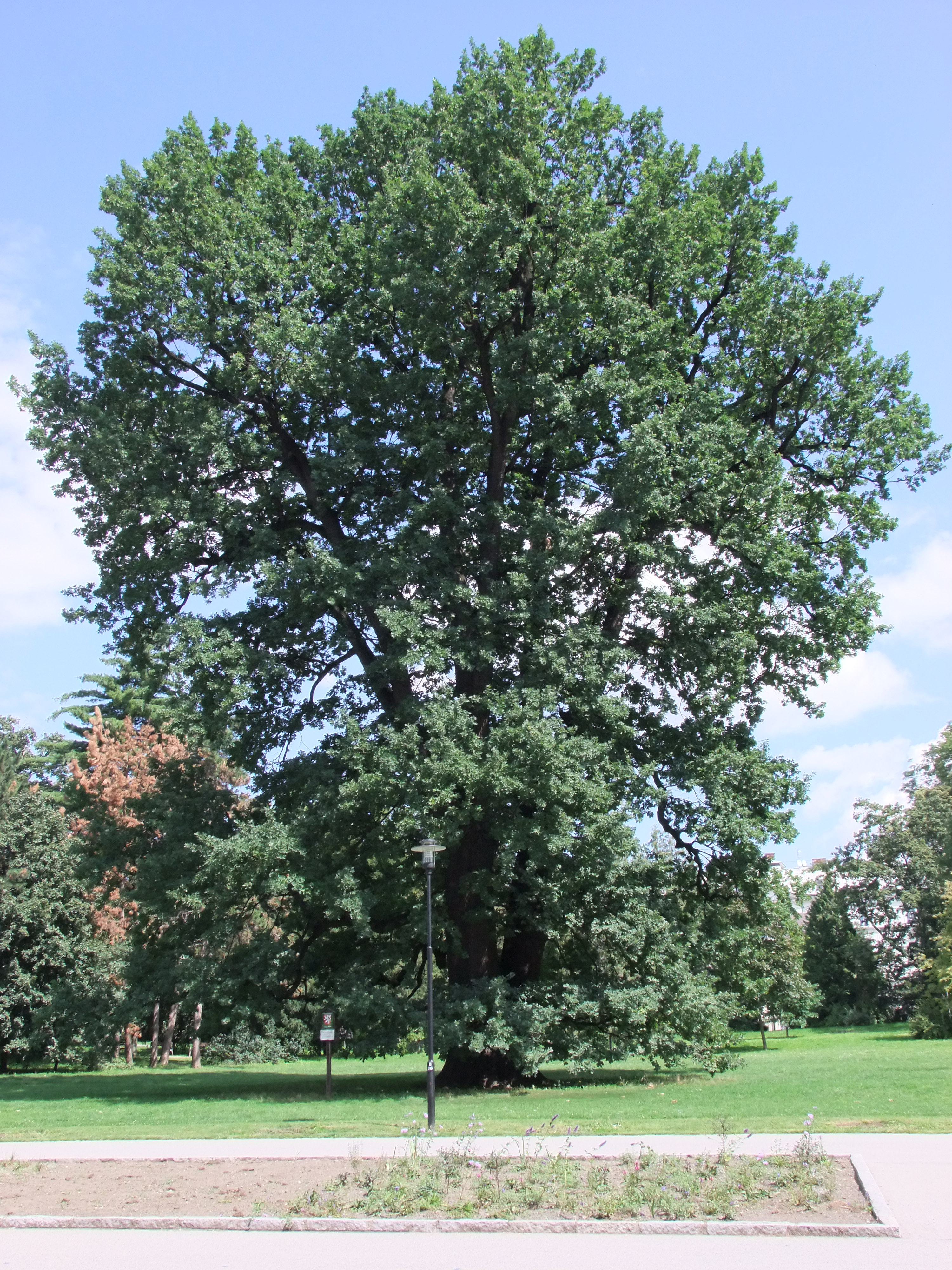
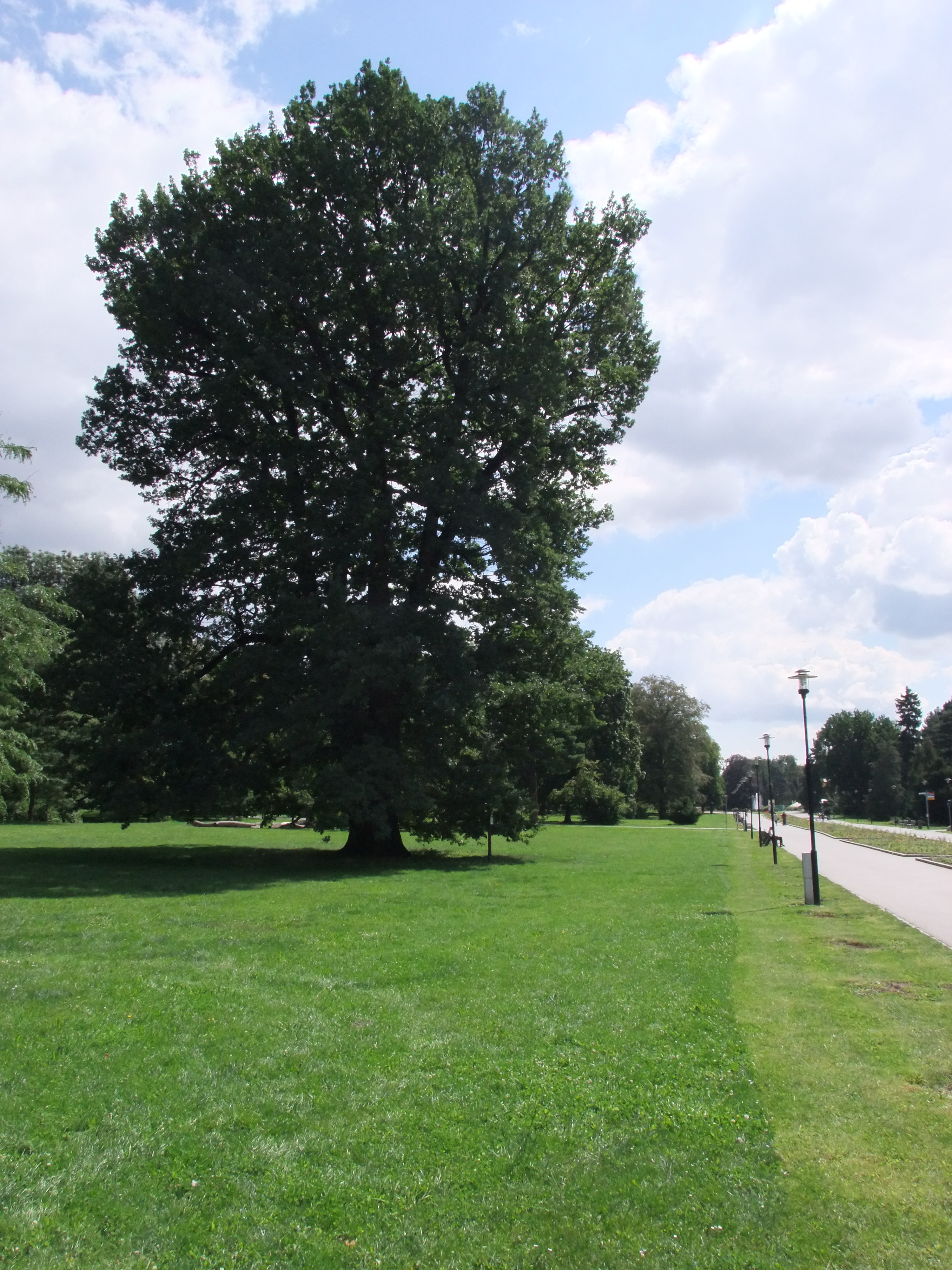
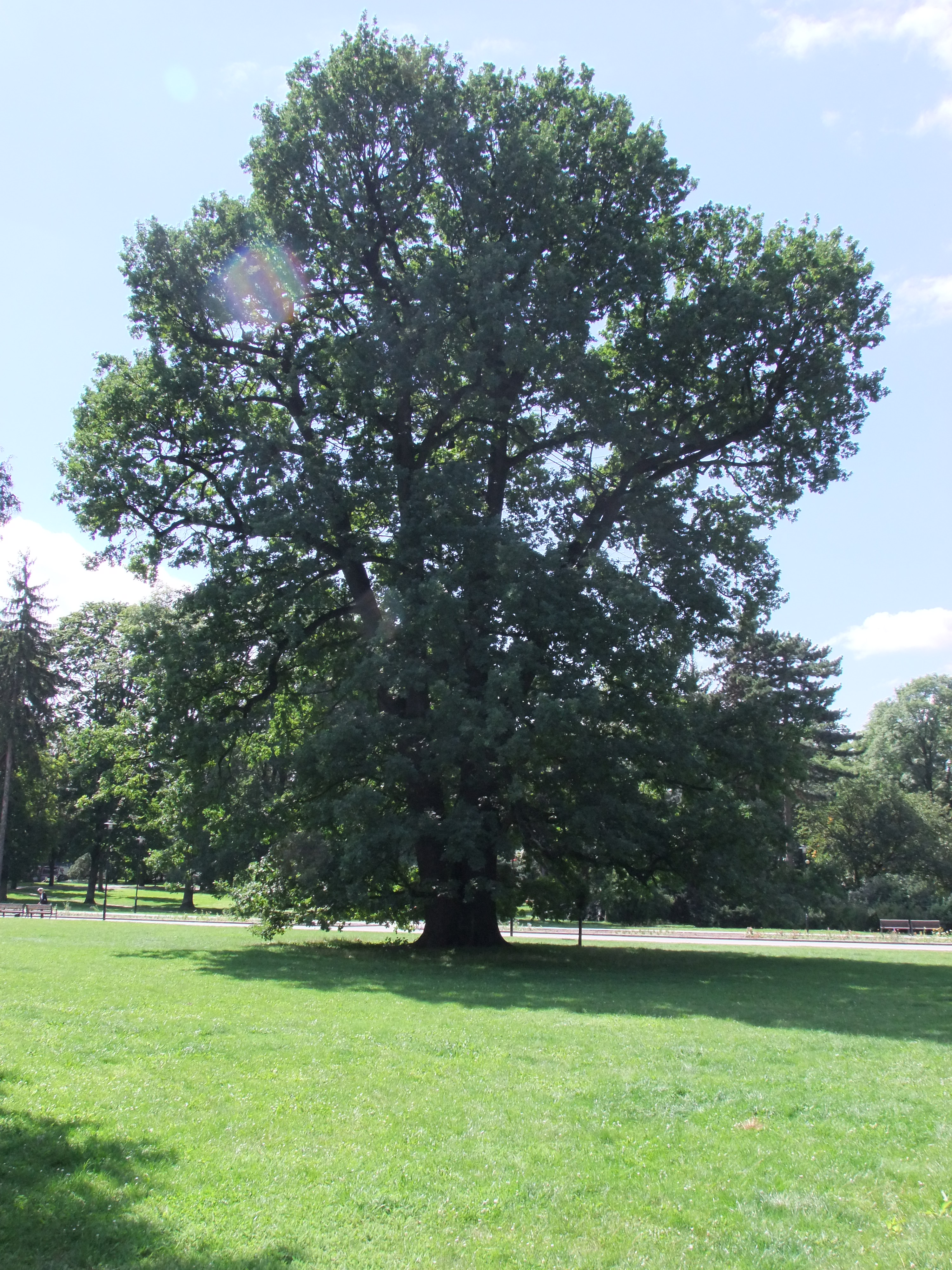
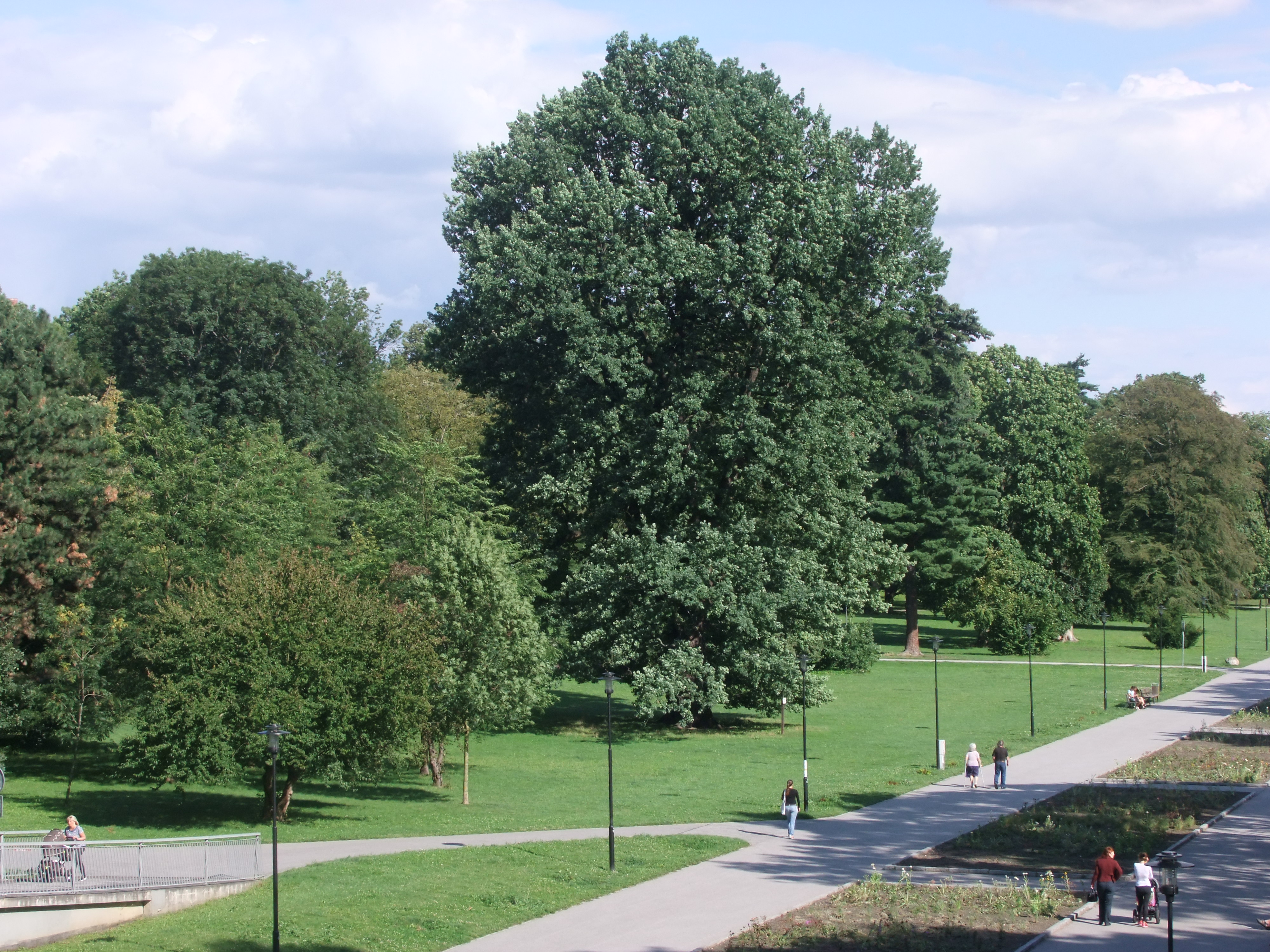